# رازدور (شهرستان کامیزیاکسکی، استان آستراخان)
رازدور (به لاتین: Razdor) یک منطقهٔ مسکونی در روسیه است که در استان آستراخان واقع شده‌است.